# Općina Kostanjevica na Krki
Općina Kostanjevica na Krki (slo.: Občina Kostanjevica na Krki) je općina u jugoistočnoj Sloveniji u pokrajini Dolenjskoj i statističkoj regiji Donjoposavskoj. Središte općine je naselje Kostanjevica na Krki sa 751 stanovnikom. 

## Zemljopis
Općina Kostanjevica na Krki nalazi se u jugoistočnom dijelu Slovenije. Sjeverni dio općine je ravnica, rijeke Krka prije ušća. Na jugu općine nalazi se planina Gorjanci.
U općini vlada umjereno kontinentalna klima. Najvažniji vodotok u općini je rijeka Krka, koja čini i njenu sjevernu granicu. Svi ostali vodotoci su manji i pritoci su Krke.

## Naselja u općini
Avguštine, Dobe, Dobrava pri Kostanjevici, Dolnja Prekopa, Dolšce, Črešnjevec pri Oštrcu, Črneča vas, Globočice pri Kostanjevici, Gornja Prekopa, Grič, Ivanjše, Jablance, Karlče, Kočarija, Koprivnik, Kostanjevica na Krki, Male Vodenice, Malence, Orehovec, Oštrc, Podstrm, Ržišče, Sajevce, Slinovce, Velike Vodenice, Vrbje, Vrtača, Zaboršt

## Vanjske poveznice
- Službena stranica općine